# فرانسیس کوگی
فرانسیس کوگی (به انگلیسی: Francis Cuggy) بازیکن فوتبال زادهٔ ۱۶ ژوئن ۱۸۸۹ اهل کشور انگلستان که سابقهٔ بازی در تیم ملی فوتبال انگلستان را در کارنامهٔ خود دارد. وی در تاریخ ۱۵ فوریه ۱۹۱۳ نخستین بازی ملی خود را در مقابل تیم ملی فوتبال ایرلند انجام داد و با حضور در ۲ بازی ملی، در تاریخ ۱۴ فوریه ۱۹۱۴ واپسین بازی ملی‌اش را در برابر تیم ملی فوتبال ایرلند برگزار کرد.